# Атабаски
Атаба́ски, также атапа́ски — группа родственных по языку индейских народов, проживающих в западных районах США и Канады. Самоназвание — дене / на-дене, что означает «люди». 
Общая численность атабасков — 220 тысяч человек, из которых 204 тыс. живут в США. В настоящее время на Аляске, в Юконе и в Северо-Западных территориях охватывают 76 поселений и представляют около 45 тыс. человек. 

Говорят на атабаскских языках. Этот же термин используется для обозначения в науке языковой семьи, в которую языки этих народов входят. Часть атапасков исповедуют католицизм, протестантизм, часть сохраняет традиционные верования.

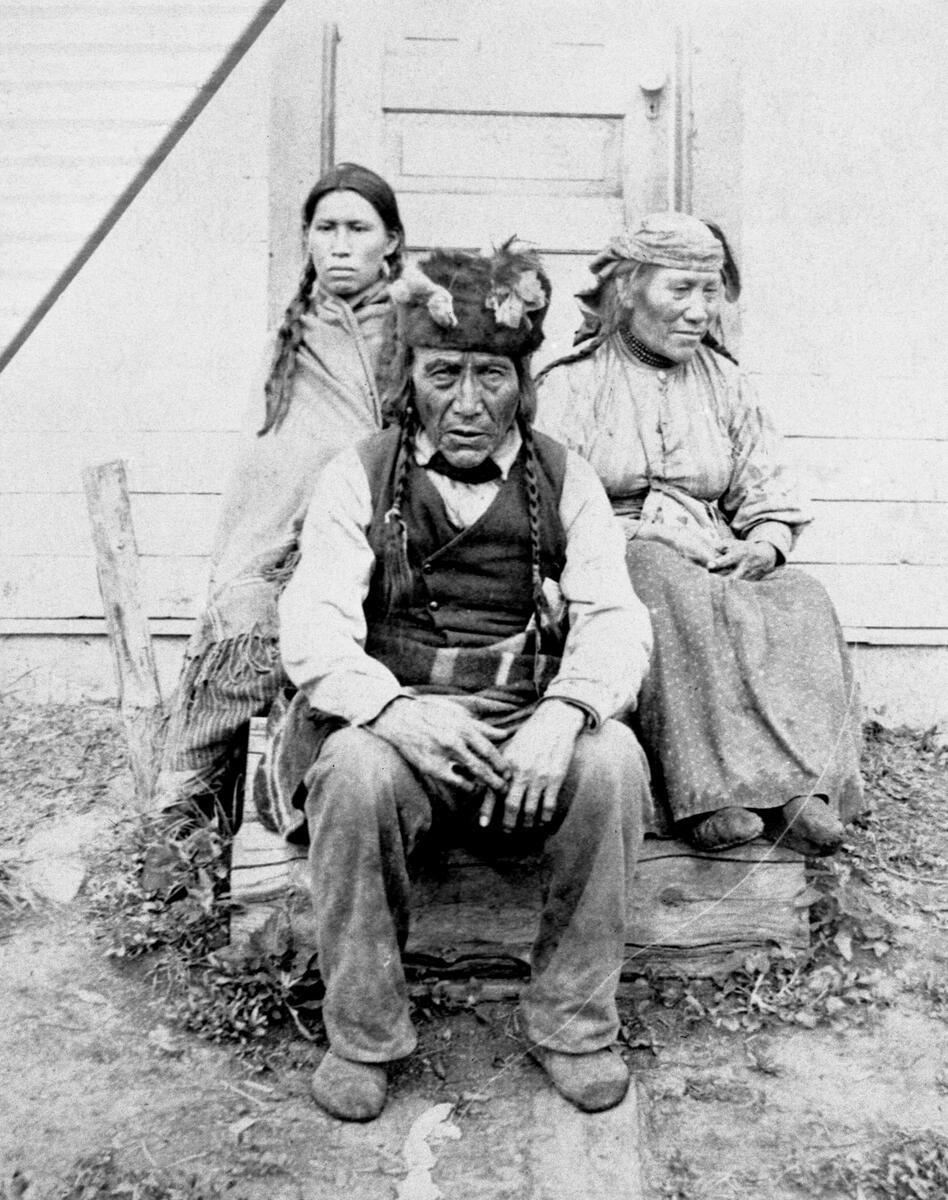
Вождь данезов с семьёй в 1899 году. Регион Альберты у Пис-Ривер

## Область расселения
Атабаски расселены на большой территории от Аляски до Мексики, на о. Ванкувер, как на побережье Тихого океана, так и во внутренних районах. На севере их ареал доходит до Северного полярного круга, где с ними соседствуют эскимосы, а на юге достигает зоны степей. Таким образом, атабаски занимают разные по рельефу и климатическим условиям области. Теперь они живут небольшими «островами» вперемешку с англоязычным населением или индейцами других языковых семей.

## Происхождение и языки

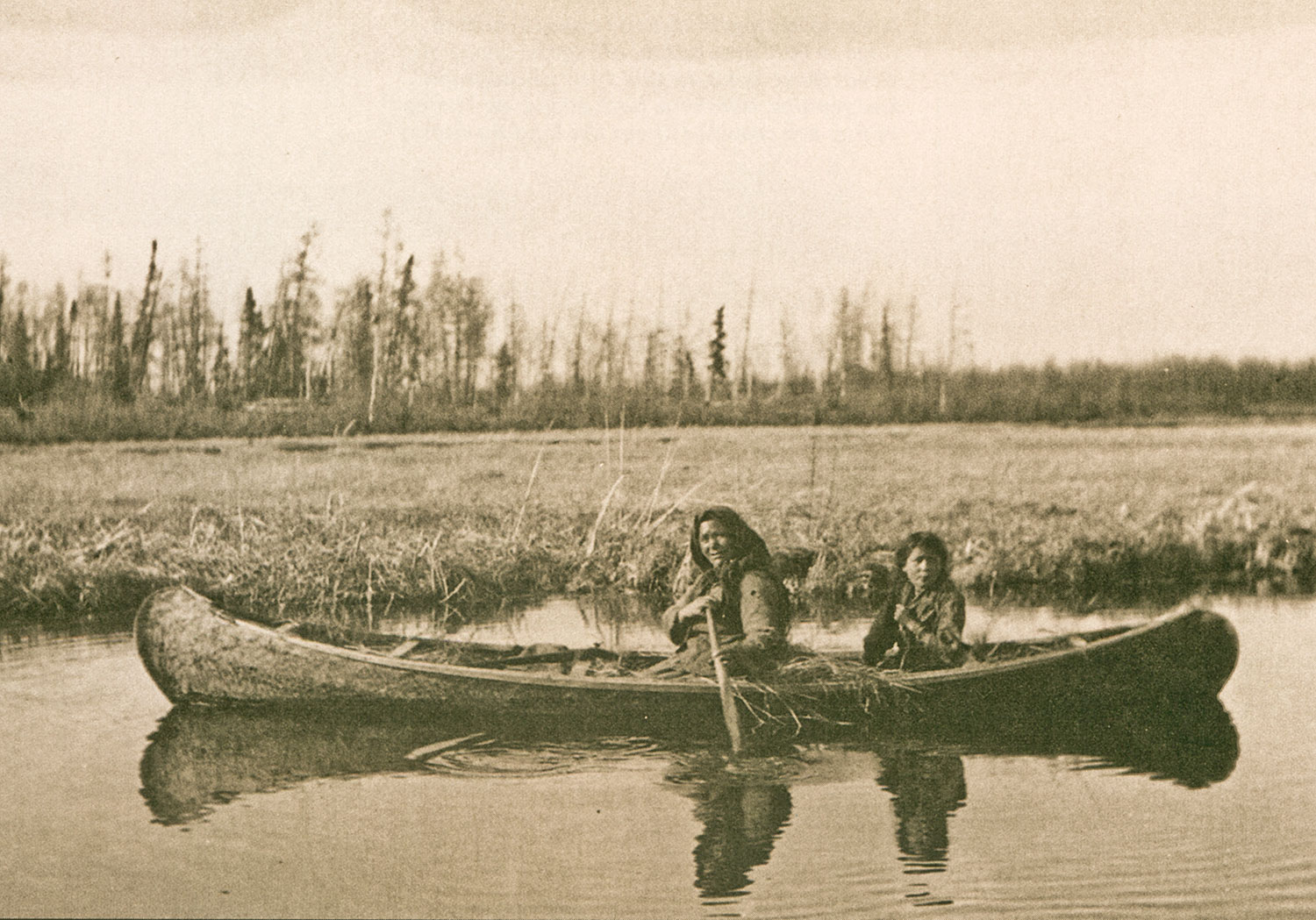
Чипевайанская женщина с ребёнком в каноэ на оз. Гарсон, Саскачеван

### Происхождение
Атабаски — потомки последней волны переселенцев из Северо-Восточной Азии по сухопутному перешейку Берингии в Америку 5-4 тысячелетия до н. э. В процессе переселения они разделились на 3 группы:
- Северные атабаски расселились на западе субарктической зоны и сегодня занимают часть своих исконных земель, в отличие от других индейцев, переселённых в резервации. Для северных атабасков характерна культура, сходная с культурой других индейцев субарктической зоны. Включают три подгруппы[1]:
  - восточная расселена в бассейне р. Макензи: племена чипевайан, тацанотины (жёлтые ножи), этчареотины (невольники), догриб, каучадины (зайцы), тцатины (бобры).
  - кордильерская включает племена назани, секани, тальтаны, цецаут, такулли, чилкотины
  - атабаски внутренней Аляски: кенайцы (танаина), танана, атена, коюкон, кучины, ингалики, тутчоны и др.
- Южные атабаски — апачи и навахо — мигрировали из бассейна реки Маккензи до XIV в. на юго-запад США и в северную Мексику[1]. Это типично степные индейцы.
- Тихоокеанская группа — толова, хупа, чилула, вилкут, като и др. племена — мигрировала в северную Калифорнию и Южный Орегон в конце I в. н. э.. Их культура типична для индейцев Калифорнии[1].

Монголоиды Сибири активно смешивались с индейцами Северной Америки. Некоторые элементы культуры индейцев и сибирских народов имеют сходство. Самоназвание народа кеты на Енисее дянь созвучно самоназванию атабасков на-дене / дене.
Традиционная социальная организация имеет все черты материнского рода и сейчас.
В литературе народы эяк и тлинкиты нередко рассматриваются как отдельные, но у них с атабасками общие предки.

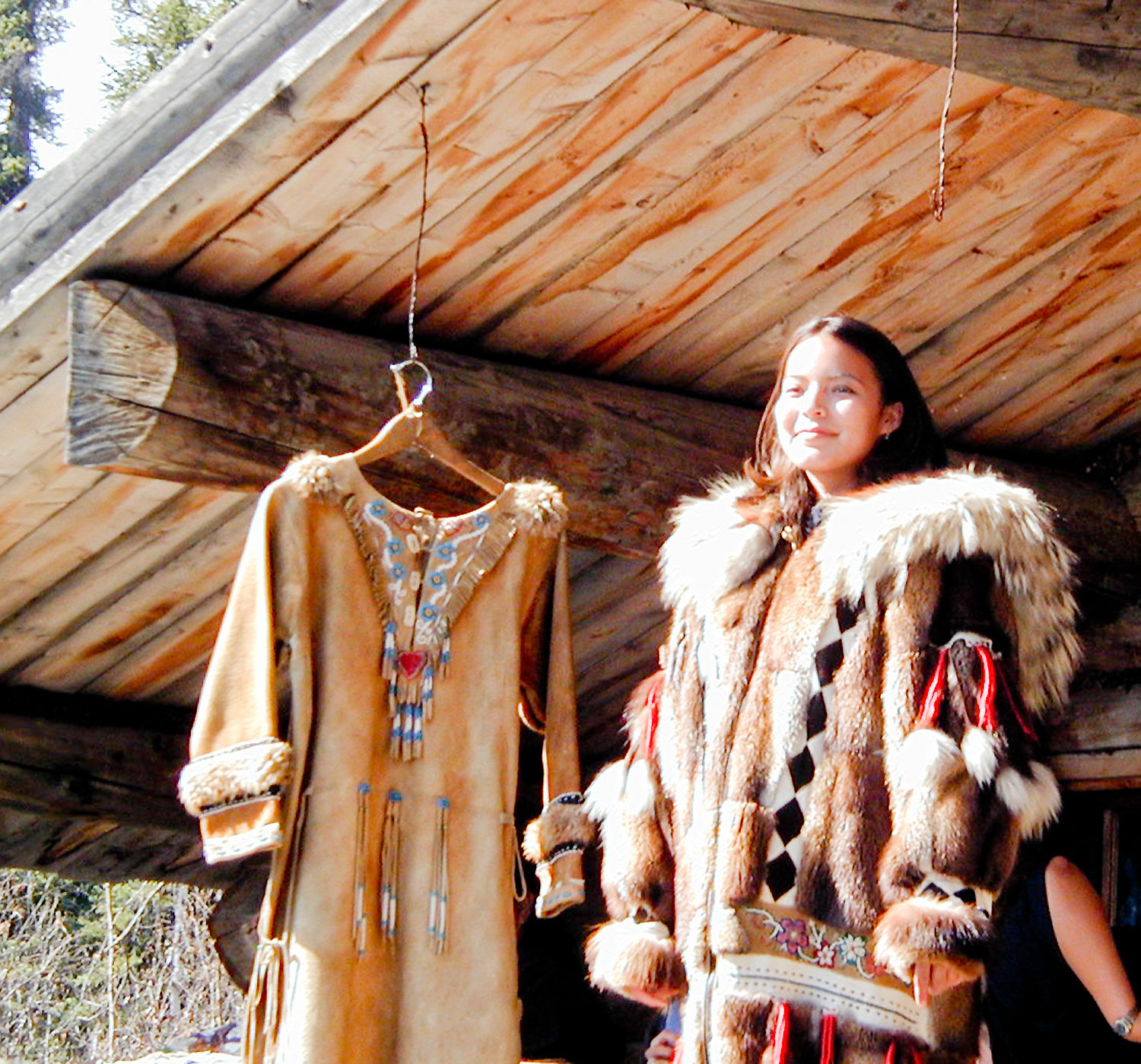
Молодая женщина из Талкитны в традиционном одеянии атабасков

### Языки
По разным классификациям, языки атабасков рассматривают то как подветвь семьи на-дене (в таком случае к языкам на-дене также относят эякский язык), то как отдельную семью.
Список языков: ампква, ариваипа, атена, бивер, бэр-лейк, галис, догриб, дакубтун, ингалик, каска, като, квалиоква, койотеро, кокилль, коюкон, кускоквим, кучин, кэрриер, лаквейп, лассик, липан, маттоле, маунтин, мескалеро, мимбреньо, набесна, навахо, нальтуинатуине, никола, нонгатль, ойхр-крик, сан-карлос, сарси, секани, синкионе, слейв, сума, тагиш, таку, тальтан, танаина, танана, тлингит, тобосо, толова, тсетсаут, тутутни, тучон, уайлаки, хайда, хан, хикарилья, холикчук, холи-кросс, хупа, хэр, часта-коста, четко, чилькотин, чипевайан, чирикауа, эяк, юмано.
Всего более 70 языков и диалектов. Современный уровень изученности языков не позволяет сделать вывод о том, что считать языком, а что диалектом.
Примечание: могут встречаться разные варианты произношения, например — тлинкит, тлингит, чипевьян, чипевайян, чайпевьян, чипуайян, карриер, кэрриер и так далее.

## Контакты с другими народами
Значительную роль в истории индейцев этого региона сыграли контакты с европейцами, в том числе с русскими. Известно, что ещё в XVI веке к берегам Аляски подходили испанские суда, но в контакт с туземцами испанцы не вступали. Индейцы могли иметь контакты с японцами или китайцами. Европейцы неоднократно встречали у берегов Америки японские джонки, затерявшиеся или потерпевшие крушение.
Настоящее освоение региона началось после русских экспедиций, М. С. Гвоздева, И. Фёдорова, В. И. Беринга, А. И. Чирикова (с 1741 г.). Опасаясь, что русские опередят их, испанцы, претендовавшие на всё западное побережье Америки, тоже начали посылать туда экспедиции. Маркиз А. М. Букарелли, вице-король Новой Испании (Мексики), снарядил экспедицию в 1774 г. В конце XVIII в. здесь также появляются французские, английские и американские скупщики пушнины. Однако на побережье господствовали русские. Их позиции начали ослабевать в начале XIX в. В 1802 г. произошло восстание тлинкитов, а также ссора с алеутами, которые находились под протекцией русских, и похищали у индейцев запасы рыбы.
В период контактов с русскими ряд племён был обращён в православие, которое сохраняется до сих пор у кускоквимцев.

## Хозяйство, быт и культура

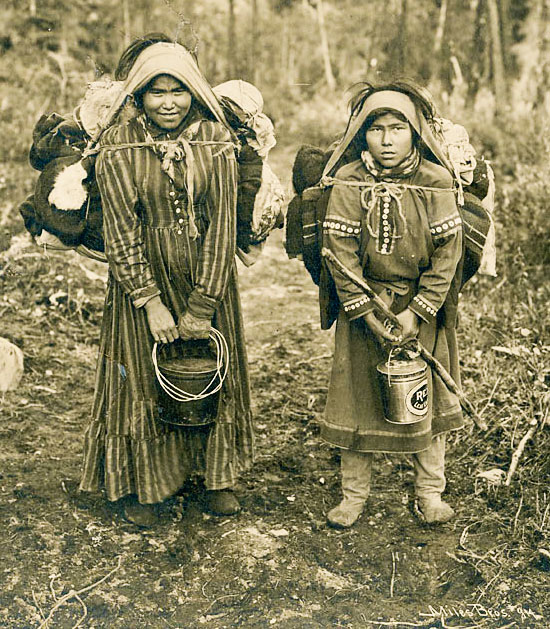
Две девочки из народа атна с традиционной системой поклажи

У северных атабасков основные занятия — охота на крупного таёжного зверя и другие виды дичи, на Аляске — промысел лосося.
Жилище — полусферическое, или коническое, из шкур. Строят также полуземлянки, крытые дёрном. У всех индейцев Северной Америки, кроме тех, что живут в каменных или деревянных домах, два классических индейских типов жилища — типи и вигвам. Европейцы иногда их путают. Типи — палатка из полотна или кожи, натянутая на каркас из деревянных жердей, конической формы. Внутри разводится костёр, а сверху есть отверстие для вытяжки. Вигвам — куполообразный или конусный шалаш из веток и шкур. Первый характерен больше для степных районов, второй — для лесных.
Одежда — рубахи из кожи, накидки и плащи, из кожи и меха, в силу климатических условий (накидки характерны для многих индейских племен и в других регионах). Отличительная черта — штаны, соединенные с обувью.
Важнейший обряд — погребение. Покойника сжигали или помещали на деревянные платформы.
У тихоокеанских народов занятия — сбор желудей, ловля лосося, охота; у береговых также — промысел морского зверя, корюшки, сбор моллюсков и яиц чаек.
Главные ритуалы — присвоение имени, женские инициации, похороны, ежегодное обновление церемонии мира, ритуальные бани.
Апачи и навахо переняли культуру южных народов, земледелие, охоту на бизона, но сохранили черты исконной атабаскской культуры. Кроме того, генетические тесты показывают для них признаки высокого смешения с местными племенами.
Лидерство у атабасков базируется на личном богатстве. Эквивалент денег — раковины, лезвия из обсидиана, кремня, скальпы дятлов, шкуры оленя. Для апачей характерны меркантилизм, индивидуализм, дистанция в отношениях с соседними народами, высокая адаптивная способность и восприимчивость к новому. Память о недавней миграции с севера они не сохранили.
У народов северо-западного побережья, в сравнении другими народами, был более свободный товарообмен и значительное имущественное неравенство.

## Национальные культы и мифология

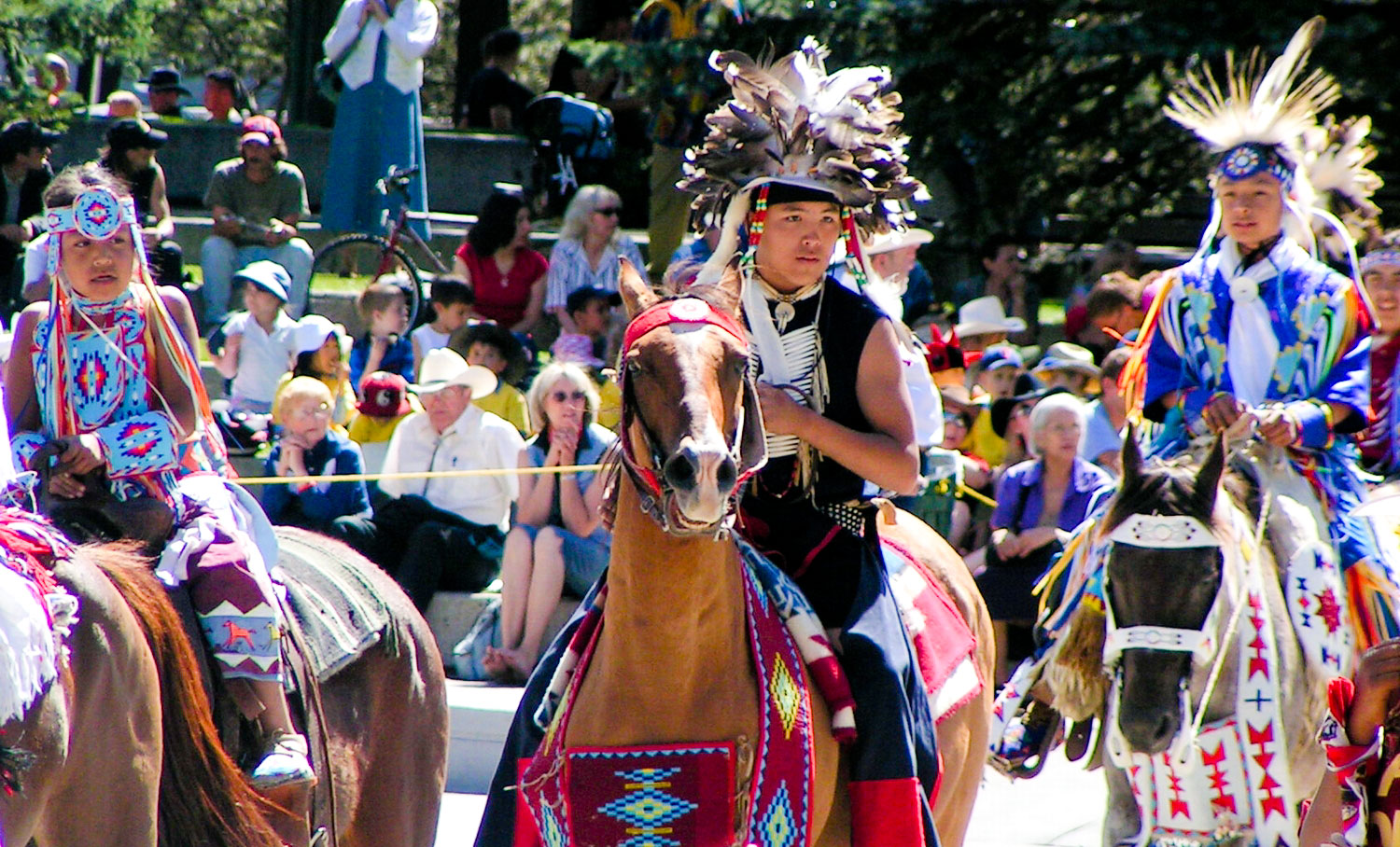
Дети из племени тсу т’ина (сарси) в традиционных костюмах на параде

У атабасков существуют промысловые культы, культ личных и родовых духов-покровителей, развитый шаманизм и анимизм. Из внешних форм культа им свойственны обрядовые пляски. У каждого племени были свои пляски, они всегда имели религиозное значение и выполнялись на всех церемониях. В качестве культурного героя в мифах чаще всего выступал койот или ворон.
В прошлом у атабасков существовал Обряд воздушного погребения, такой же как у некоторых финно-угорских народов, некоторых народов Кавказа и некоторых других индейцев Северной Америки.